# Palatka
Ne doit pas être confondu avec la commune urbaine de Palatka en Russie
La ville de Palatka est le siège du comté de Putnam, situé en Floride, aux États-Unis. Lors du recensement de 2010, la population de la ville était de 10 558 habitants.

## Histoire
La région était habitée par les Amérindiens Timucuas, qui vivaient principalement de l'élevage. Les Espagnols arrivent de Cuba en 1763.

## Démographie
| 1860 | 1870 | 1880  | 1890  | 1900  | 1910  |
| ---- | ---- | ----- | ----- | ----- | ----- |
| 613  | 720  | 1 616 | 3 039 | 3 301 | 3 779 |

| 1920  | 1930  | 1940  | 1950  | 1960   | 1970  |
| ----- | ----- | ----- | ----- | ------ | ----- |
| 5 102 | 6 500 | 7 140 | 9 176 | 11 028 | 9 444 |

| 1980   | 1990   | 2000   | 2010   | - | - |
| ------ | ------ | ------ | ------ | - | - |
| 10 175 | 10 201 | 10 033 | 10 558 | - | - |

## Architecture

Bronson-Mulholland House
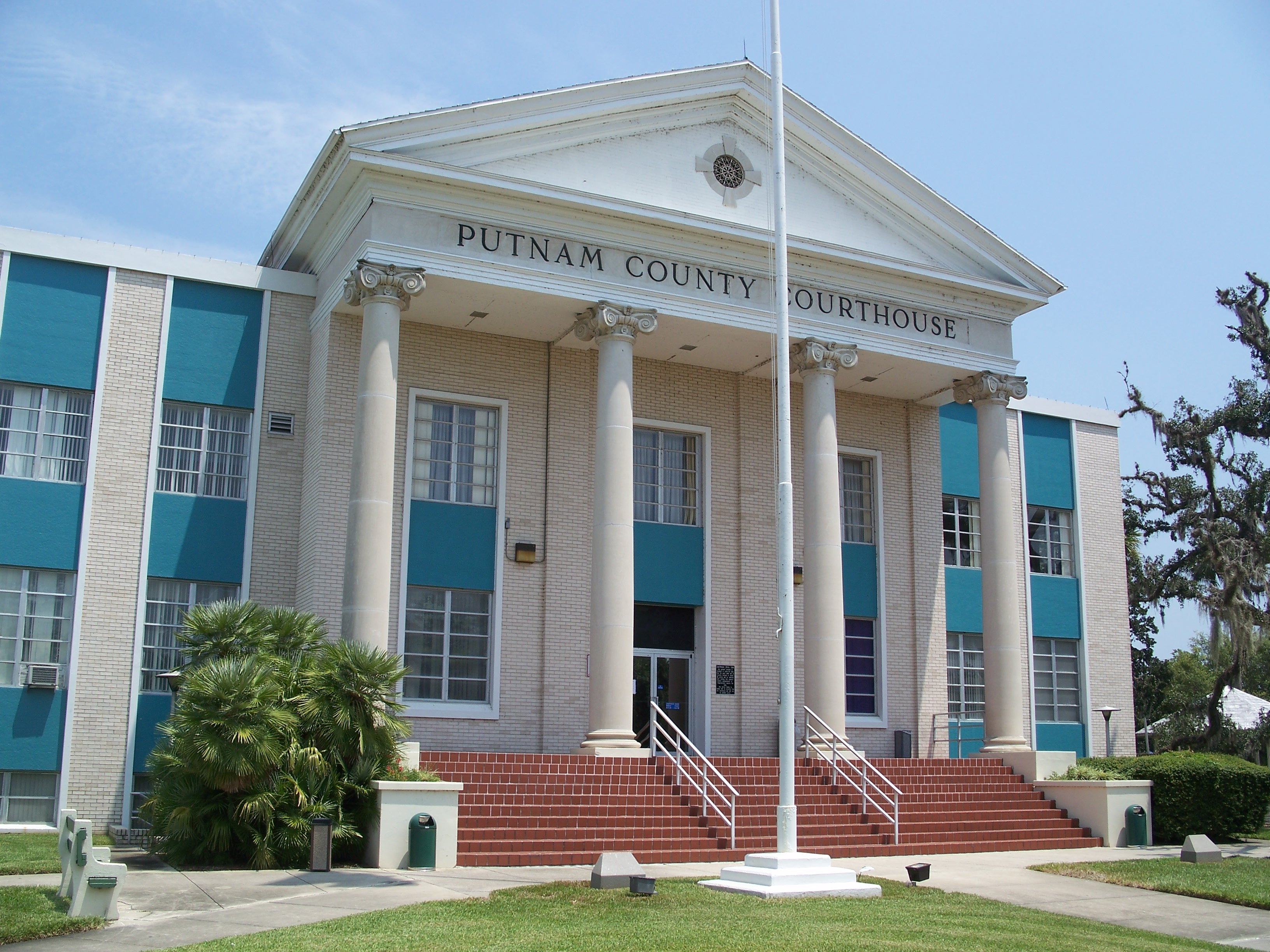
La cour de justice du comté
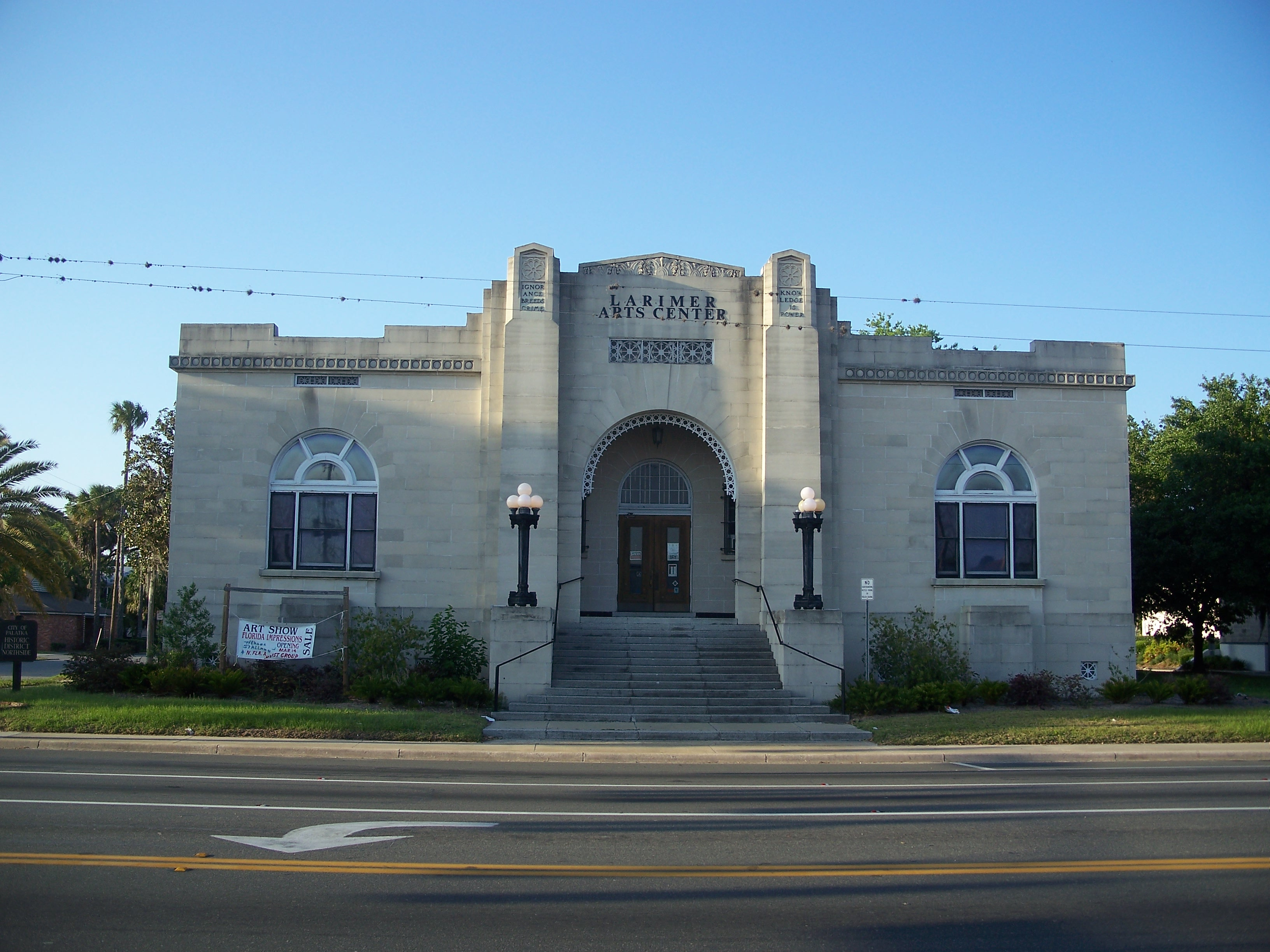
Larimer Memorial Library

- Old Atlantic Coast Line Union Depot, siège de la Palatka Railroad Preservation Society
- Bronson-Mulholland House (1854), siège de la Putnam County Historical Society & Museum
- Central Academy
- Larimer Memorial Library
- Palatka North Historic District
- Palatka South Historic District
- Ravine Gardens State Park
- St. Mark's Episcopal Church

## Personnalités liées à la ville
- La catcheuse professionnelle américaine Michelle McCool est née à Palatka[2],[3].
- Le chanteur Johnny Tillotson a passé son enfance à Palatka.

## Jumelage
- Palatka est jumelée à  Palatka (Russie) depuis 1987[4].

## Source
- (en) Cet article est partiellement ou en totalité issu de l’article de Wikipédia en anglais intitulé « Palatka, Florida » (voir la liste des auteurs).